# 汐止殺警奪槍案
汐止殺警奪槍案是2005年4月10日發生於台灣台北縣汐止市（今新北市汐止區）的重大刑案。兇嫌王柏忠、王柏英兄弟因積欠房貸及失業，計畫殺警奪槍後搶劫銀行，造成台北縣政府警察局（今新北市政府警察局）汐止分局員警洪重男不幸殉職、張大皞身受重傷。
2009年3月13日，中華民國最高法院依《中華民國刑法》強盜殺人罪判處王柏英死刑、王柏忠無期徒刑定讞。王柏英現羈押於台北看守所，等待槍決。2024年，憲法法庭受理由張人堡等37名死刑犯提出的死刑釋憲案。

## 案發經過
2005年4月10日，台北縣政府警察局汐止分局橫科派出所員警洪重男、張大皞騎機車巡邏，至汐止市農會白雲辦事處後門、橫科路4巷的巡邏箱簽到；尾隨的王柏忠、王柏英兄弟分持西瓜刀、拔釘鐵鍬自後方砍刺，一人持刀猛砍張大皞頸部，另一人從後左手勒頸、右手猛刺洪重男胸膛。在兩名員警倒地後，王氏兄弟奪走張大皞的警用9mm手槍及12發子彈，自橫科路4巷旁小徑逃逸。

## 後續
截至2022年為止，王柏英依舊在台北看守所收監；而張大皞在事件後雖然康復，但轉頭困難，已調回台中做檔案室的內勤工作。

## 影響
汐止殺警案後，內政部警政署改變了巡邏SOP，要求簽巡邏箱時要背對牆壁，巡邏必須穿上防彈背心；巡邏的路線不再固定，每次都會改變，讓歹徒無法從巡邏路線中攻擊警察。2024年，憲法法庭受理由張人堡等37名死刑犯提出的死刑釋憲案。

## 參看
- 臺灣戰後時期死刑犯列表
- 襲警
- 薛貞國命案
- 清泉崗機場槍擊案
- 臺鐵嘉義車站刺警命案